# Sapün
Sapün ist ein Hochtal, eine Alp und ehemalige Walsersiedlung auf dem Gebiet der früheren Gemeinde Langwies. Es ist ein Seitental des Schanfigg in Graubünden/Schweiz unterhalb von Arosa, zu dem es seit Anfang 2013 politisch gehört.

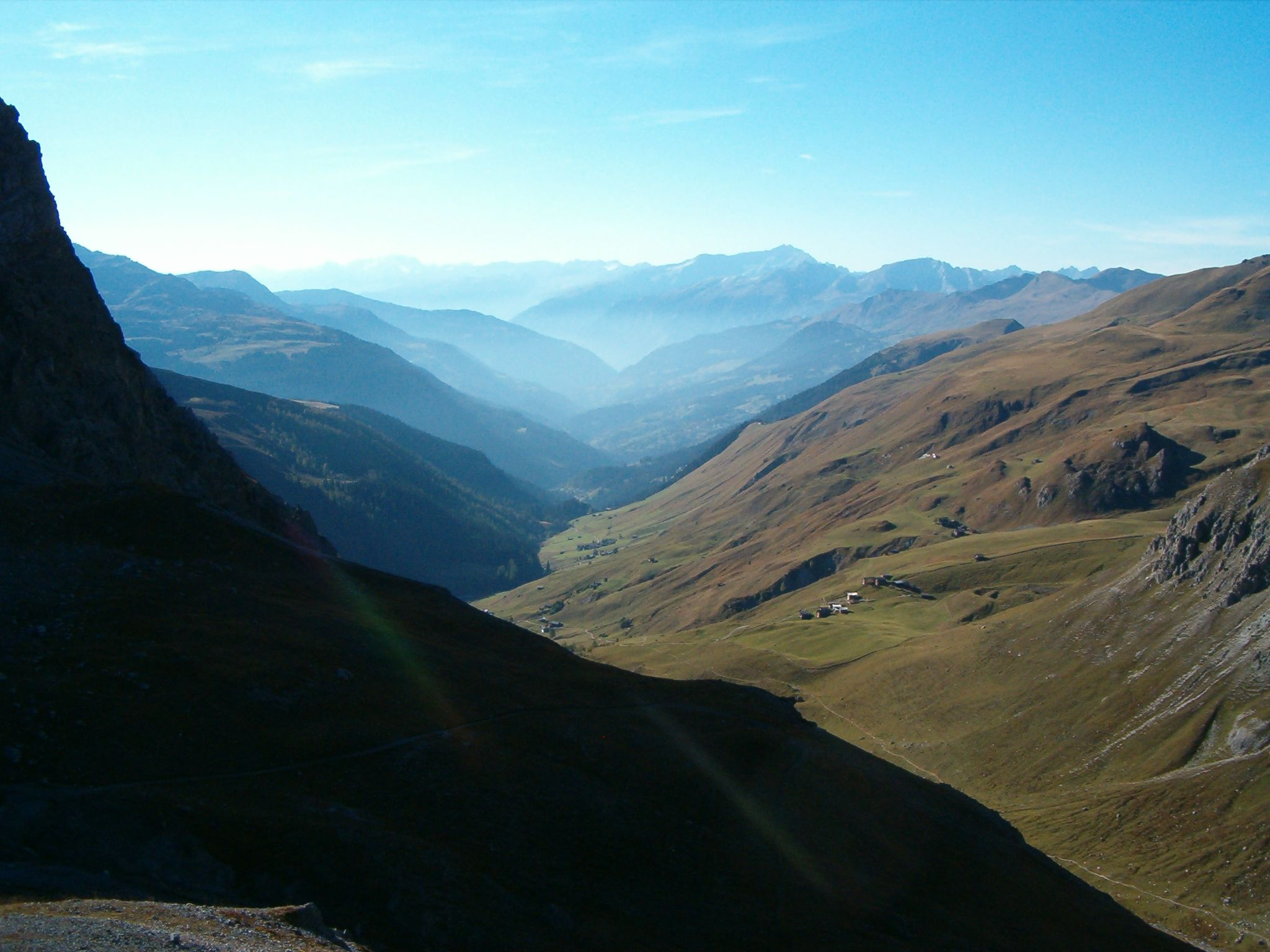
Das Hochtal Sapün

## Geschichte der Alp Sapün und Umgebung
Der Name Sapün (1273 Sampuni; 1307 Samponi; 1384 Sapünne; 1391 und 1488 Sapiun) wird auf die altromanische Urform Sampugn zurückgeführt, was «Kuhschelle» (symphoniu) bedeutet.
Vor Ende des 13. Jahrhunderts sind keine Besitzrechte über und im Tal Schanfigg (Kanton Graubünden) urkundlich feststellbar. 1338 steht es als bischöfliches Lehen im Besitz des Grafen Rudolf von Werdenberg und seiner Gemahlin Ursula  von Vaz. Das Lehen, welches erblich und käuflich in die Hände der Grafen von Montfort, der Matsch und zuletzt des Hauses Österreich überging, erfasste alle damals gegebenen Herrschaftsrechte. Das heisst, dass diese Grafschaften jeweils frei über dieses Gebiet walten und richten konnten.

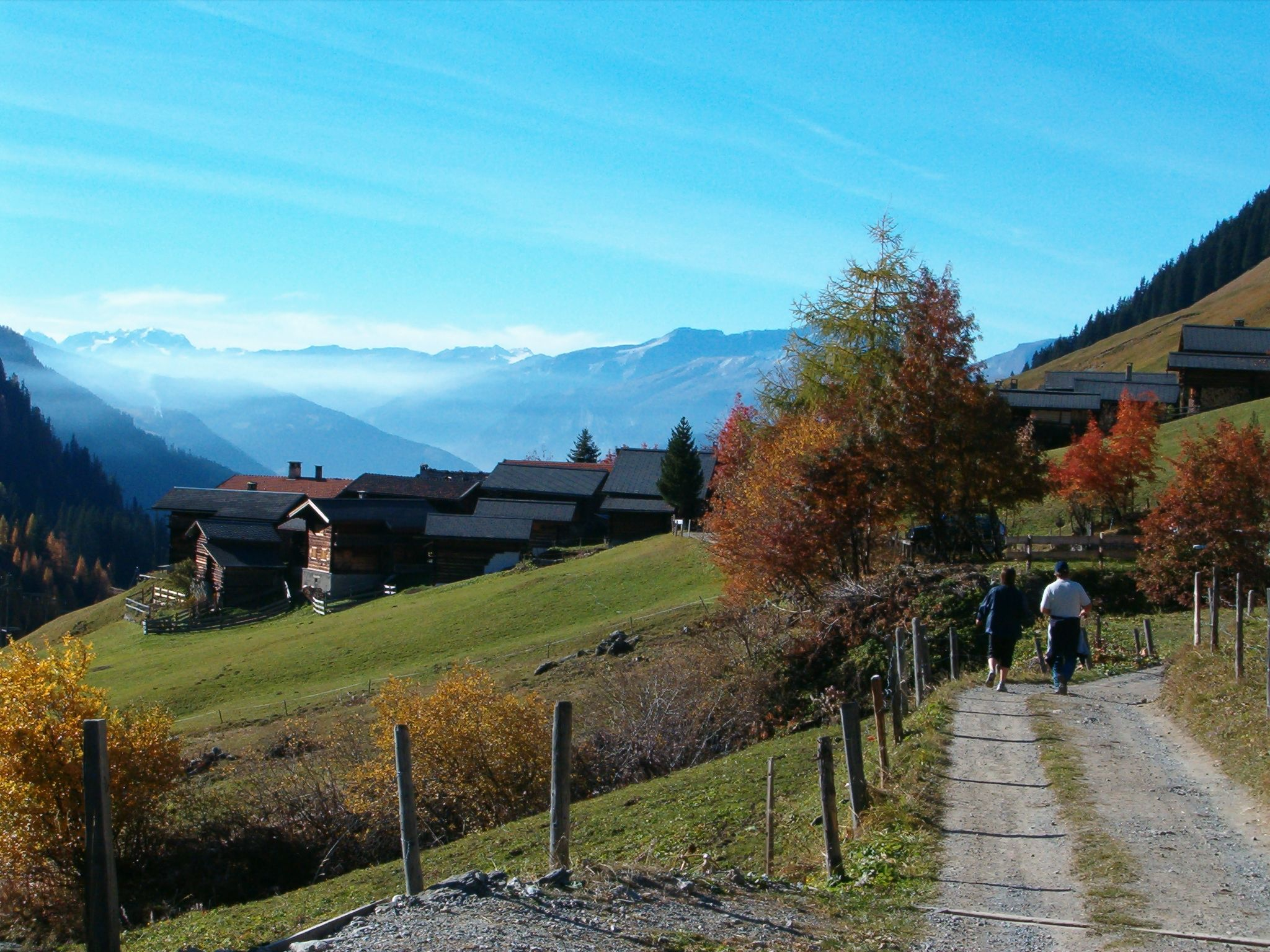
Sapün Dörfji

Dabei war das Sapüner Tal bis gegen Ende des 13. Jahrhunderts ein nicht dauernd bewohntes Alpgebiet, welches damals zu Peist und in die Pfarrei St. Peter gehörte. Vom Churer Dompropst (Domvorstand in Chur) Friedrich von Montfort wurde die Alp Sapün 1273 an Heinrich von Peist und seine Nachkommen zu Zins verliehen. Als später die Herren von Peist und Palätsch (alte Schanfigger Freiherren) das Alplehen aufgaben, wurde es zusammen mit der Alp Medergen 1307 vom Churer Dompropst Rudolf von Montfortan Johann, Sohn des Johann, genannt Balung aus dem Wallis und seine in direkter Linie abstammenden Nachkommen als Erblehen übergeben.
1311 gelangte auch das Nachbartal Fondei, in welchem sich bereits Walser von Davos her niedergelassen hatten, in die Hand des Churer Domkapitels (Leitendes Gremium an der Churer Kathedrale).
Parallel dazu begann die durch Donat von Vaz 1289 in Davos angesiedelte erste Walser Generation bereits Ende des 13. Jahrhunderts über den Strelapass Sapün, über die Schwifurgga Medergen und Arosa sowie über Duranna das Fondeier Tal zu kolonisieren.
Aufgrund der alten Gesamtlehen bildeten die Leute aus den Alpen Sapün, Medergen, Fondei und Arosa in der Folge Nachbarschaften und Gemeinden mit rechtlicher Funktion, auch im Hinblick auf das Gericht Langwies. Das Gebiet am Platz (Dorf Langwies) war bereits vorwalserisch erschlossen, und ab der 2. Hälfte des 15. Jahrhunderts war aller Langwieser Boden im Besitz von Walsern.
1384 stiftete Hans Mattli ab der Langen Wiese den Boden für den Bau einer Kirche am Platz (Langwies). Am 9. Mai 1385 wurde dort die gemeinsame Kirche der Walser Kolonisten von Sapün, Fondei und Arosa geweiht.
Philipp Gallizius reformierte Langwies (und somit auch die umliegenden Gebiete wie die Alp Sapün) 1530.

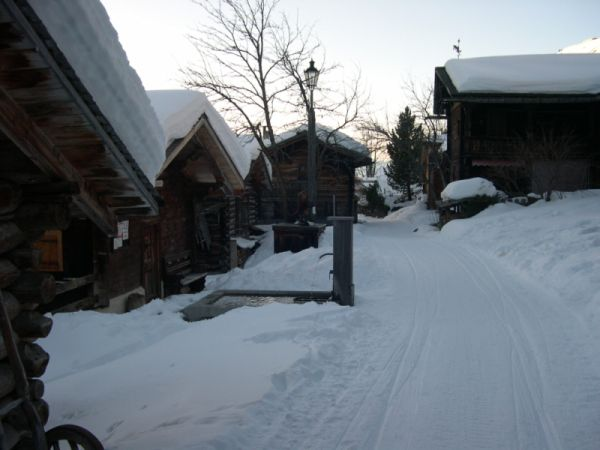
Dörfji im Februar nachmittags um vier

Den Langwiesern bestätigten 1441 Heinrich und Ulrich von Montfort die gleichen Rechte und Freiheiten, wie sie den Davosern 1289 verliehen und 1438 bestätigt worden sind (Freie Ammann-Wahl, Selbstverwaltung und freie Gerichtsbarkeit). Das Gericht Langwies bildete sich unter einem Ammann aus den zu Nachbarschaften gewordenen Alpen Sapün, Medergen, Fondei, der Langen Wiese und Praden im äusseren Schanfigg (welches schon 1300 von Walther de Wallis, genannt Rötiner, und Johannes de Wallis mit Kindern und Nachkommen vom Kloster St. Luzi in Chur als Zinslehen in Besitz genommen worden ist). Der gemeinsame Ammann wurde dabei durch die Landsleute stets aus den drei erstgenannten Nachbarschaften in freier Wahl bestimmt. Dem Grundherren (1441 Heinrich und Ulrich von Montfort) musste lediglich noch Kriegsdienst innerhalb des Zehngerichtenbundes geleistet werden; die Sapüner hatten zudem den Säumern über den Strelapass Schutzgeleit zu bieten. Von dieser Geleitpflicht kauften sie sich bereits 1447 los. Von den auf das kaiserliche Haus Österreich (1479) über die Vazer, die Grafen von Toggenburg, Montfort und die Herren von Matsch zugekommenen Rechten und Herrenzinsen kaufte sich das Gericht Langwies (mit Belfört und dem Unterengadin) 1652 endgültig los.
Die zum Gericht Langwies gehörende Nachbarschaft Sapün (Dörfji, Schmitten, Chüpfen und Haupteralp) hatte bis ins 19. Jahrhundert eigene Dorf-, Weide- und Wald-Anordnungen. 1851 ging die Nachbarschaft Sapün in der politischen Gemeinde Langwies auf.

## Bevölkerung
Im 17. Jahrhundert wurden im Hochtal Sapün 51 über 16 Jahre alte Personen männlichen Geschlechts gezählt, was einer Gesamtbevölkerung von rund 250 Menschen entspricht. Heute ist Sapün ganzjährig noch von vier Familien bewohnt. Trotz intensiv betriebener Landwirtschaft (umfassende Selbstversorgung mit Nahrungsmitteln und Viehzucht) bis über 2000 Meter über Meer (unter anderem  mit grosszügigen Bewässerungsanlagen) mussten immer wieder Sapüner auswärts ihren Lebensunterhalt verdienen. Sie taten dies vom 17. bis ins 19. Jahrhundert hauptsächlich in den Bündner Untertanenlanden (Chiavenna, im Veltlin und der Grafschaft Bormio).

## Infrastruktur

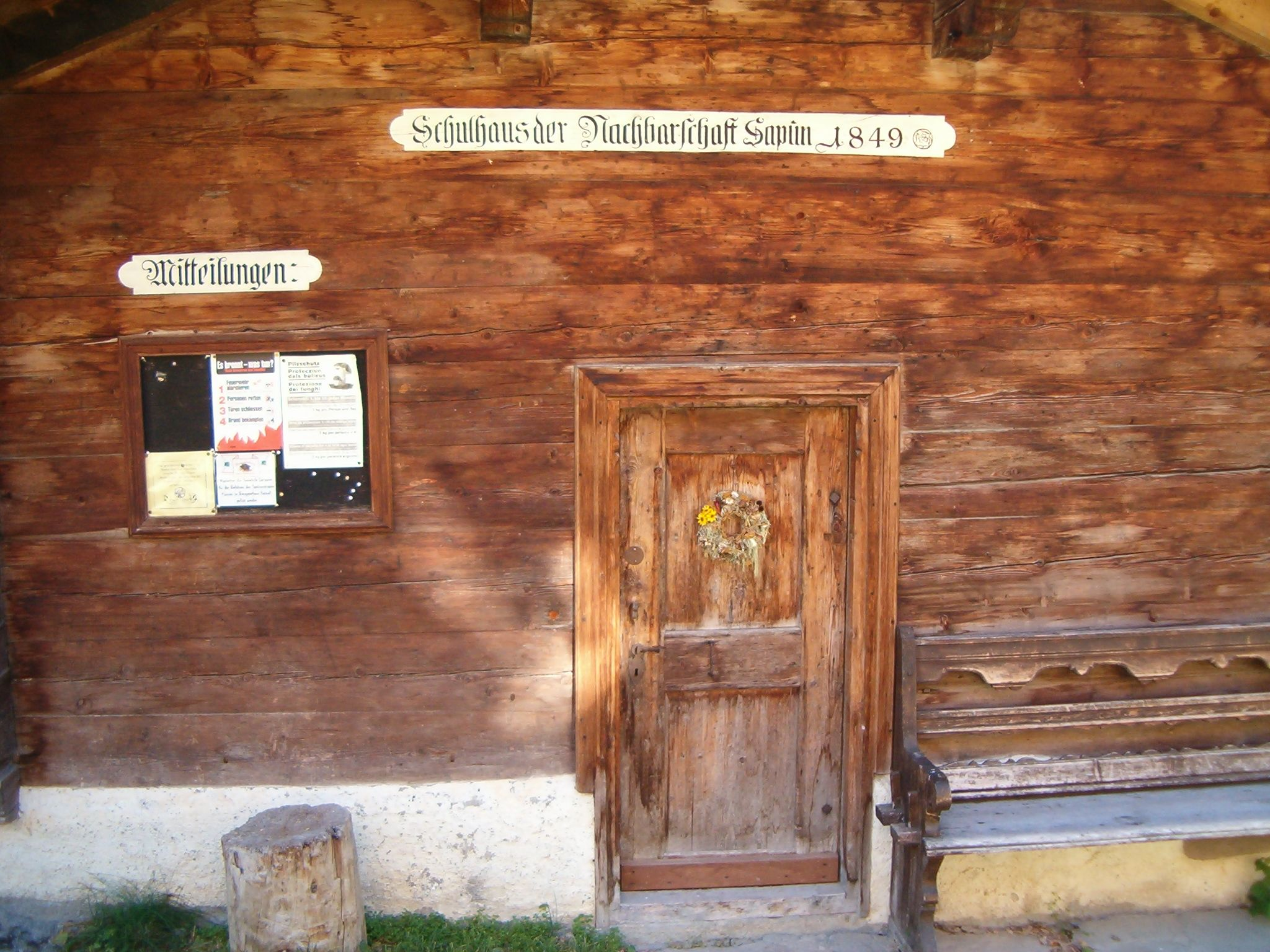
Altes Schulhaus im Dörfji

Ab Beginn des 18. Jahrhunderts gab es in Sapün eine Schule. 1848 wurde durch die Nachbarschaft Sapün das Schulhaus gebaut. Bis 1873 wurde darin regelmässig Schule gehalten. Seither mussten die Sapüner Kinder nach Langwies Platz zur Schule. Im Untergeschoss des Schulhauses wurde bis 1898 eine genossenschaftlich organisierte Sennerei geführt. 1963 richtete man dort eine Dorfwäscherei ein.
1875 erhielt Sapün eine PTT-Postablage und 1886 die Zufahrtsstrasse von Langwies Platz entlang des Sapünerbaches. 1920 baute das Elektrizitätswerk Davos eine Starkstromleitung von Davos über den Strelapass nach Lüen. Bei dieser Gelegenheit wurde Sapün elektrifiziert. Seit 1969 erfolgt die elektrische Versorgung durch das Elektrizitätswerk Arosa. Die Davos Klosters Bergbahnen AG betreibt im Sapün mit der Luftseilbahn Weissfluhgipfel und dem Skilift Hauptertäli zwei Wintersportanlagen.
Das heute einzige ganzjährig bewohnte Gebäude ist das Berggasthaus «Heimeli» auf Jatz am Schanfigger Höhenweg, ein typisches Walserhaus mit Baujahr 1707, das sommers wie winters für Bewirtung und Übernachtungen offensteht. Sapün Dörfji zählt zusammen mit Strassberg im Fondei und Medergen zu den Langwieser Ortsbildern von nationaler Bedeutung (ISOS).

## Veranstaltungen
Der im Juli 2012 erstmals veranstaltete Gebirgslauf Swiss Irontrail führte ab 2013 kurzzeitig vom Urdenfürggli-Hörnlihütte via Carmenna-Weisshorn nach Arosa und von dort über Medergen-Sapün-Strelapass nach Davos.

## Bilder

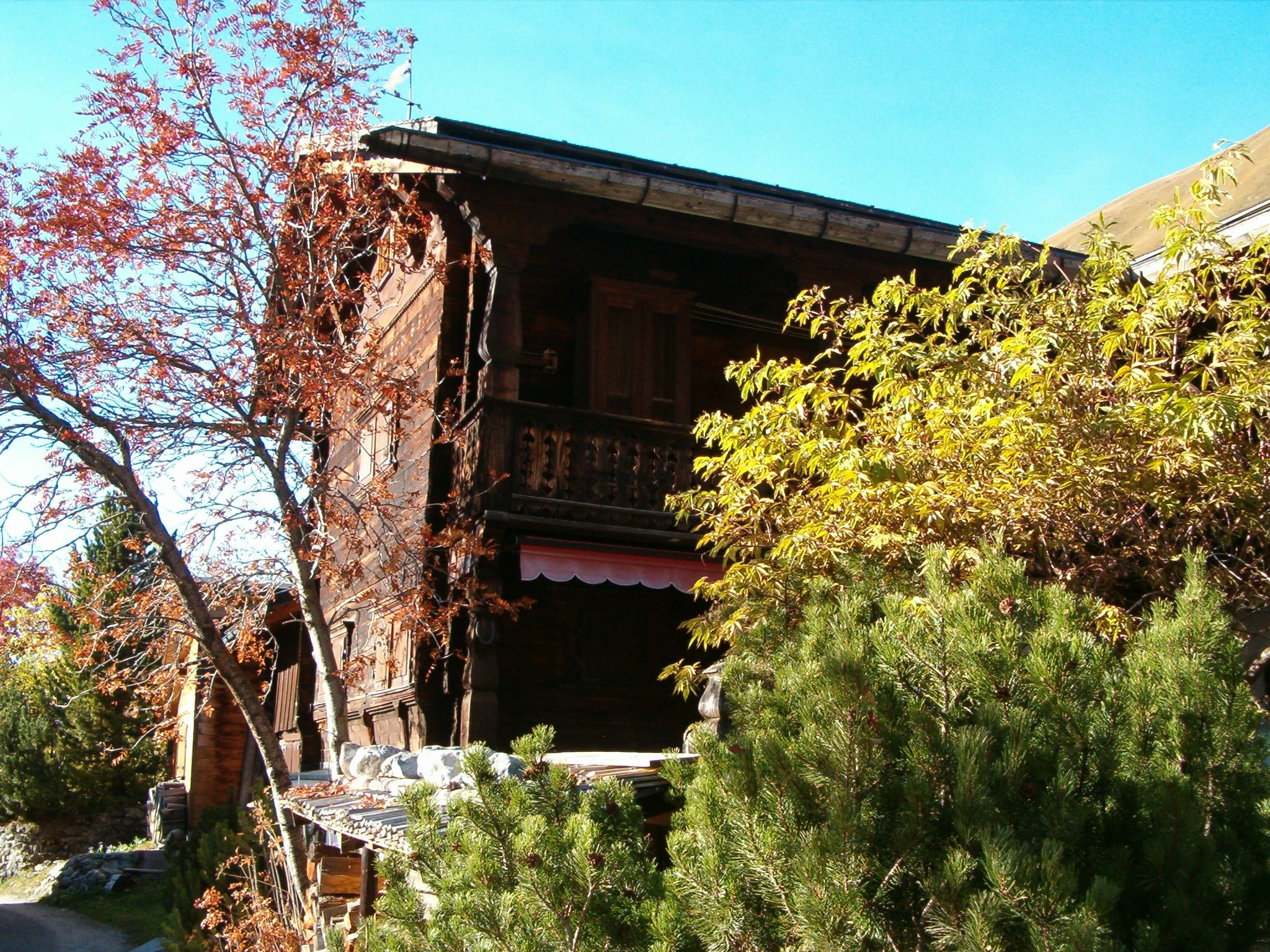
Walserhaus im Dörfji
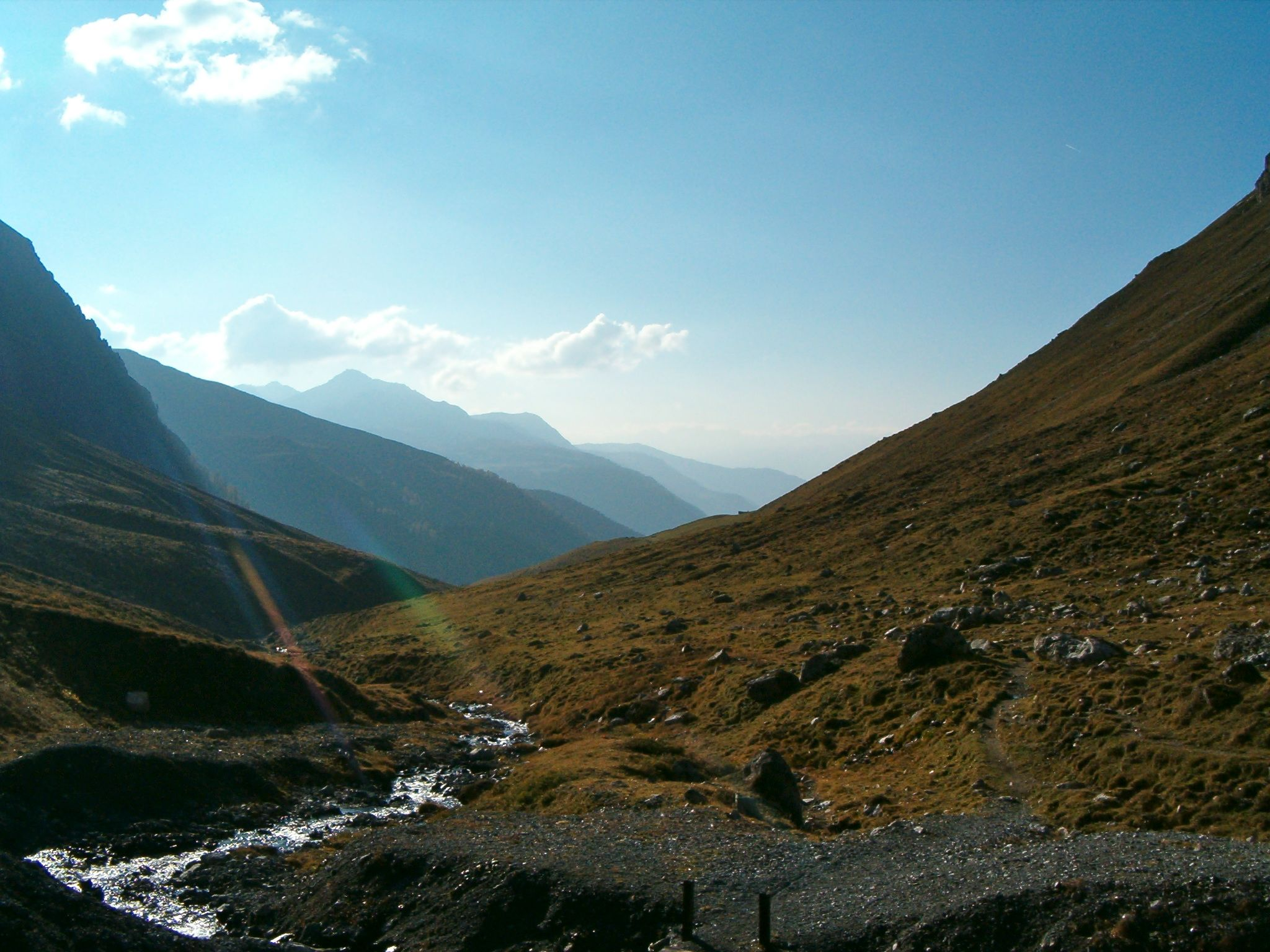
Sapün, Haupter Tälli
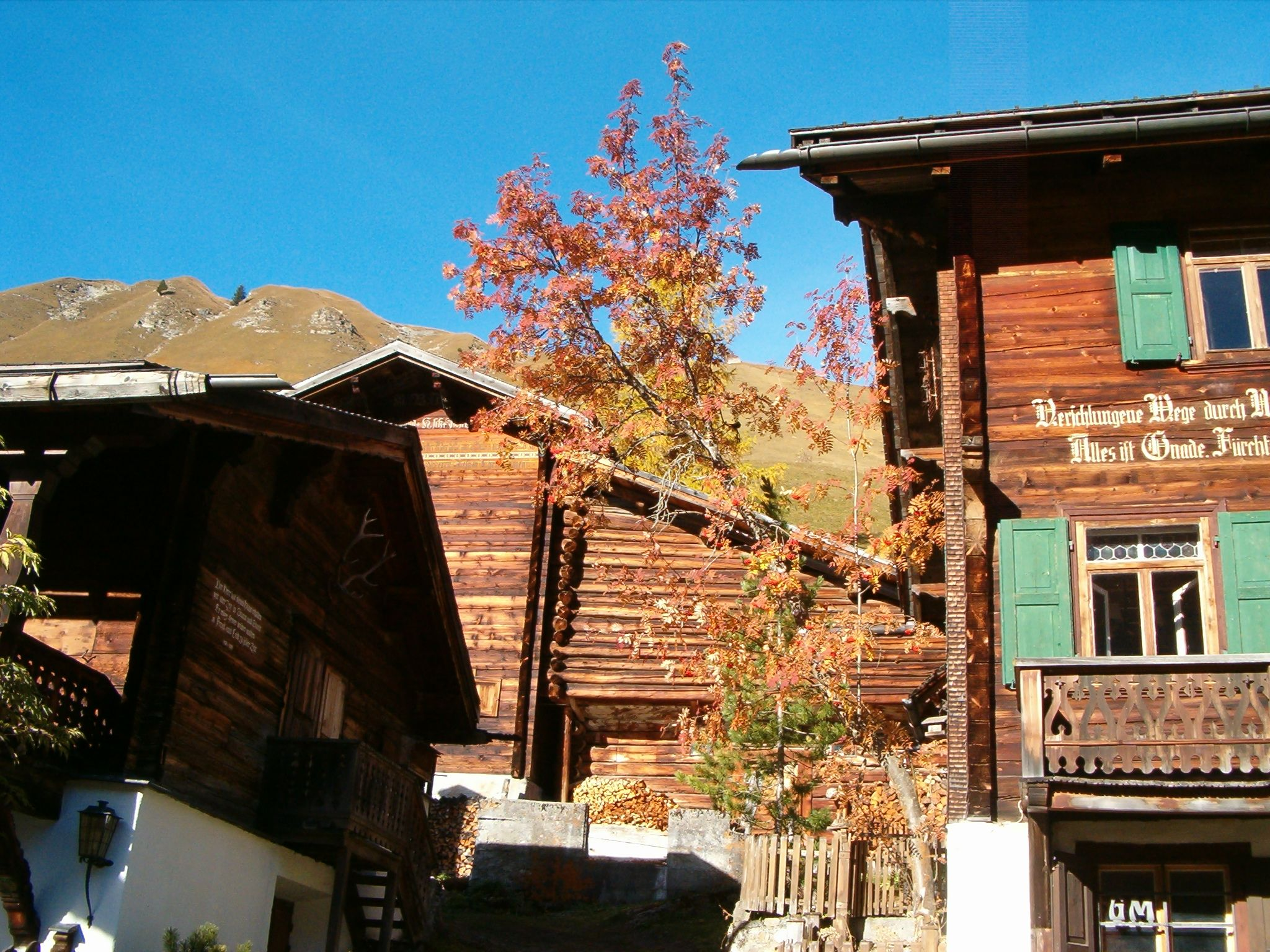
Dörfji, Zentrum
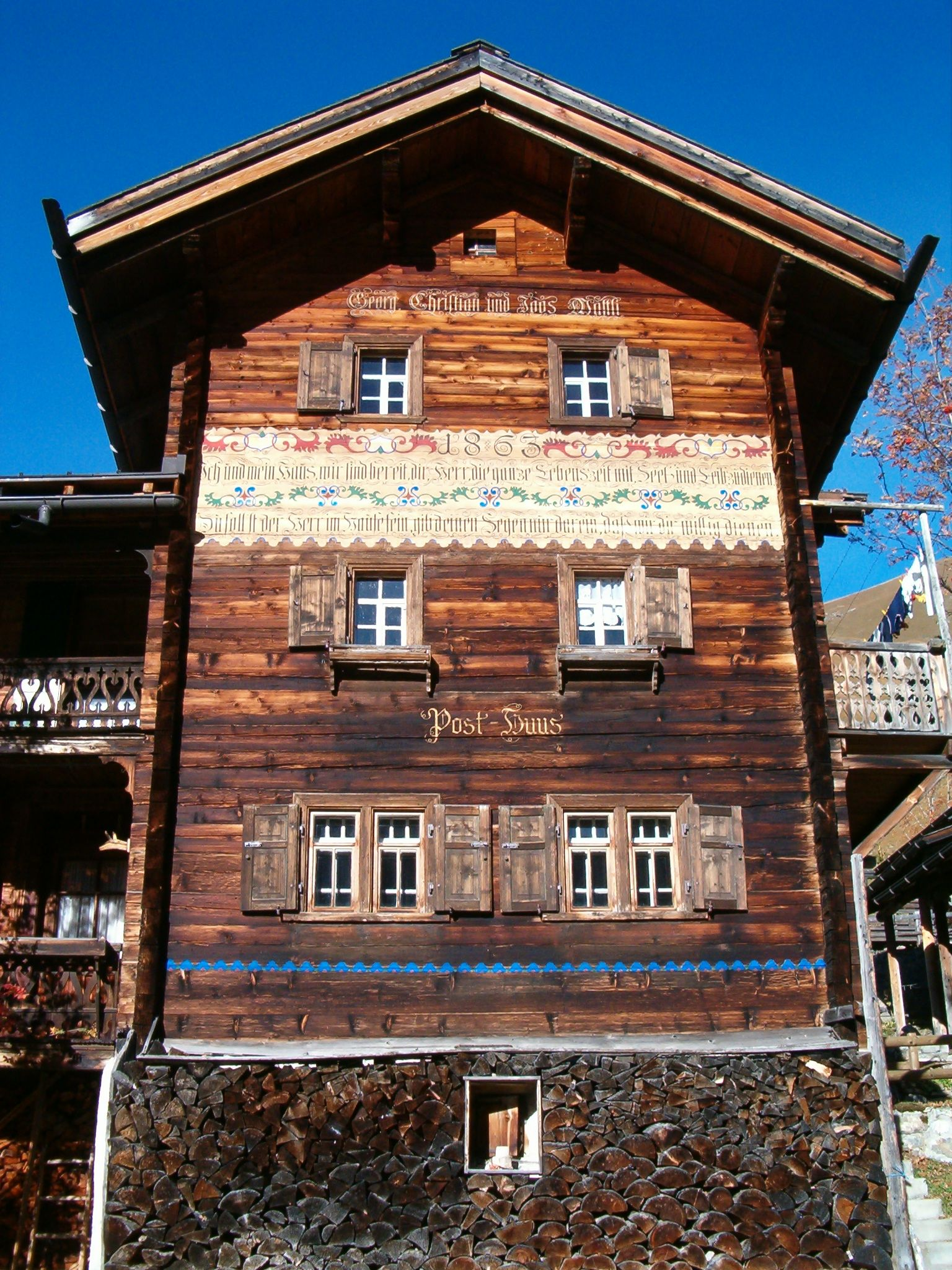
Das alte Posthaus, Dörfji
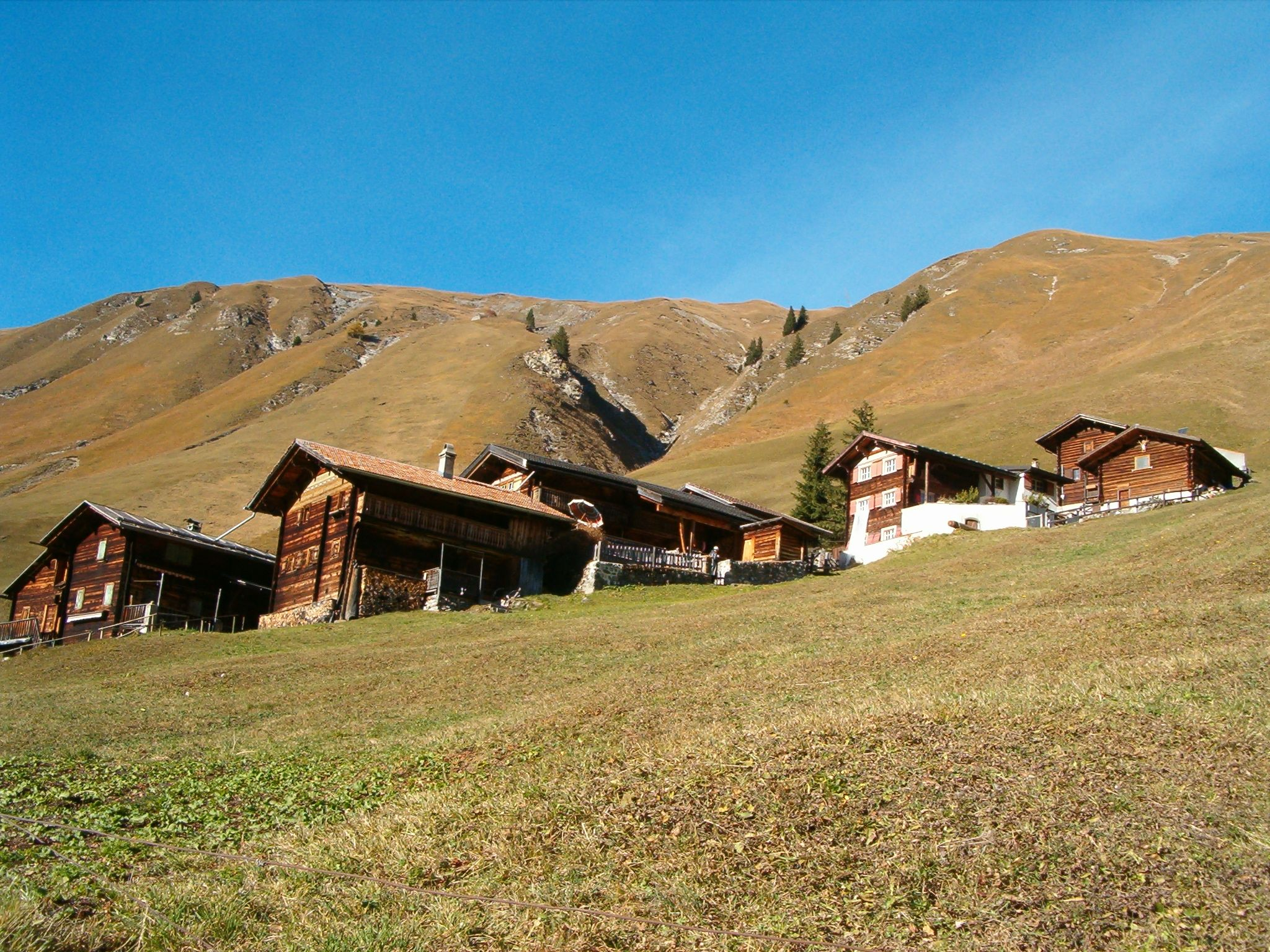
Sapün Schmitten
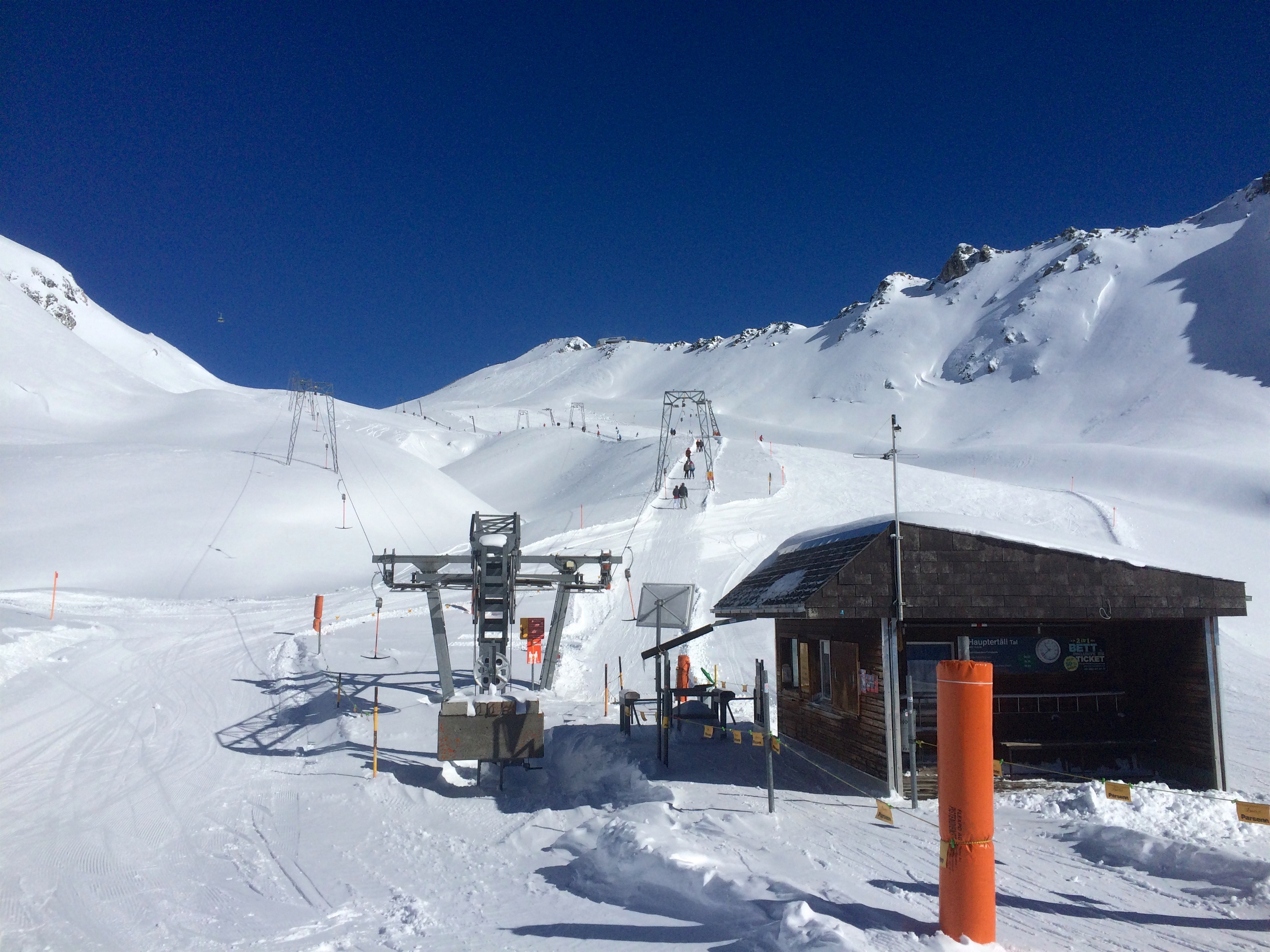
Skilift Haupter Tälli